# Nervilia umenoi
Nervilia umenoi är en orkidéart som beskrevs av Noriaki Fukuyama. Nervilia umenoi ingår i släktet Nervilia och familjen orkidéer. Inga underarter finns listade i Catalogue of Life.